# Platja d'Aguilera
La Platja d'Aguilera es troba en el concejo asturià de Gozón i pertany a la localitat de San Martín de Podes. El grau d'urbanització i d'ocupació són baixos i el seu entorn és rural. Les baixades per als vianants són molt fàcils, inferiors a 500 m. Els graus d'urbanització i ocupació són molt baixos.

## Descripció
Es tracta d'una platja en forma de petxina amb sorra de gra mitjà daurat, que a més de presentar vegetació a la mateixa platja, està catalogada com LIC i com ZEPA.
Forma part de la Costa Central asturiana.
Per accedir a la platja cal prendre la carretera de la costa d'Avilés al cap Penyes i gens més passar San Martín de Podes s'entra al poble per l'accés més oriental, seguir fins al primer encreuament i prendre, a la dreta, una petita carretera que es dirigeix al mar, lloc on cal deixar el vehicle i fer a vaig piular una suau i llarga baixada fins a la sorra de la platja. Just enfront d'on arriba aquest camí estan els illots de La Calmaniega i Bermeo.
Durant les hores de grans baixamars la platja s'uneix amb la seva veïna Platja de Carniciega i, per contra, en grans pleamares queden separades. La zona és «Paisatge protegit del Cap Penyes». És una platja naturista.